# Spondylurus
Genre
Spondylurus est un genre de sauriens de la famille des Scincidae.

## Répartition
Les espèces de ce genre sont endémiques des Antilles.

## Liste des espèces
Selon The Reptile Database (12 décembre 2012) :
- Spondylurus anegadae Hedges & Conn, 2012
- Spondylurus caicosae Hedges & Conn, 2012
- Spondylurus culebrae Hedges & Conn, 2012
- Spondylurus fulgidus (Cope, 1862)
- Spondylurus haitiae Hedges & Conn, 2012
- Spondylurus lineolatus (Noble & Hassler, 1933)
- Spondylurus macleani (Mayer & Lazell, 2000)
- Spondylurus magnacruzae Hedges & Conn, 2012
- Spondylurus martinae Hedges & Conn, 2012
- Spondylurus monae Hedges & Conn, 2012
- Spondylurus monitae Hedges & Conn, 2012
- Spondylurus nitidus (Garman, 1887)
- Spondylurus powelli Hedges & Conn, 2012
- Spondylurus semitaeniatus (Wiegmann, 1837)
- Spondylurus sloanii (Daudin, 1803)
- Spondylurus spilonotus (Wiegmann, 1837)
- Spondylurus turksae Hedges & Conn, 2012

## Publication originale
- Fitzinger, 1826 : Neue classification der reptilien nach ihren natürlichen verwandtschaften. Nebst einer verwandtschafts-tafel und einem verzeichnisse der reptilien-sammlung des K. K. zoologischen museum's zu Wien, p. 1-67 (texte intégral).